# Haru (1996)
Haru (japanisch: ハル) ist ein japanischer Film aus dem Jahr 1996. Regie führte Yoshimitsu Morita.

## Inhalt
Der Film spielt im Tokio der 1990er Jahre. Noboru Hayami fühlt sich einsam und unterhält sich unter dem Namen „Haru“ mit verschiedenen Mitgliedern einer E-Mailgruppe über Filme, bis er auf „Hoshi“ trifft. Nach einigen E-Mails gesteht sie ihm, dass sie eine Frau ist, Haru solle diese Information aber als geheim betrachten, da sie Angst hat, als Frau im Internet sexuell belästigt zu werden.
Haru verspricht ihr mit dieser Information vertraulich umzugehen, aber er entwickelt einen immer größeren Drang, Hoshi auch persönlich kennenzulernen. Die beiden tauschen sich über ihren Alltag aus und Haru erfährt, dass Hoshi in einer Bäckerei arbeitet und verheiratet ist.
Da beide davor Angst haben, dass ein unvorbereitetes persönliches Treffen das imaginierte Bild, dass beide von sich haben, zerstören könnte, einigen sie sich zunächst auf ein vorsichtiges Herantasten an den anderen: Während Hoshi in einem roten Kleid mit dem Auto auf einem Feldweg vor einer Shinkasen-Bahnstrecke wartet und dabei mit einem Camcorder den Zug filmt, sitzt Haru in diesem Zug und filmt ebenfalls aus dem Fenster des Zuges. Haru erkennt Hoshi, hat aber nur eine relativ unscharfe und kurze Aufnahme Hoshis.
Nach diesem Erlebnis planen beide ein persönliches Treffen und Hoshi und Haru einigen sich auf eine Diskette, die beide als Erkennungszeichen dabeihaben. Hoshi möchte Haru an einem Shinkansen-Bahnsteig treffen. Als Haru aus dem Zug aussteigt, sieht er eine Frau und zeigt ihr die Diskette. Nach einiger Zeit des Zögerns und der Ungewissheit zeigt ihm Hoshi ebenfalls ihre Diskette.

## Auszeichnungen
Yokohama Film Festival 1997 
- Beste Schauspielerin: Eri Fukatsu
- Bestes Drehbuch: Yoshimitsu Morita